# Мезозойская Азия

Земля в триасовом периоде

На протяжении мезозойской эры современная часть света Азия была разбита на множество отдельных платформ, из которых выделяют пять основных – Сибирь (Россия), Китай (Дальний Восток), Индия (п-ов Индостан), Индокитай (Юго-Восточная Азия) и Аравия (Ближний Восток). Эти платформы разделяли тысячи километров водного пространства. Например, Индия находилась недалеко от Южного полюса, тогда как Сибирь располагалась на крайнем севере.

## Сибирь
В начале триасового периода европейская и азиатская части России столкнулись. В результате этого выросли Уральские горы. Сибирь начала перемещаться на север.  Сибирь изобилует ископаемыми останками триасового периода. Среди них – многочисленные насекомые (Красноярский край), двустворчатые и головоногие (Верхоянский хребет и Приморский край). Отложения реки Оленёк дали название одному из триасовых ярусов. Сухопутные животные водились преимущественно в Европе, так как климат там был теплее. Динозавры в Сибири не распространялись. Среди растений преобладали гинкго и папоротники.

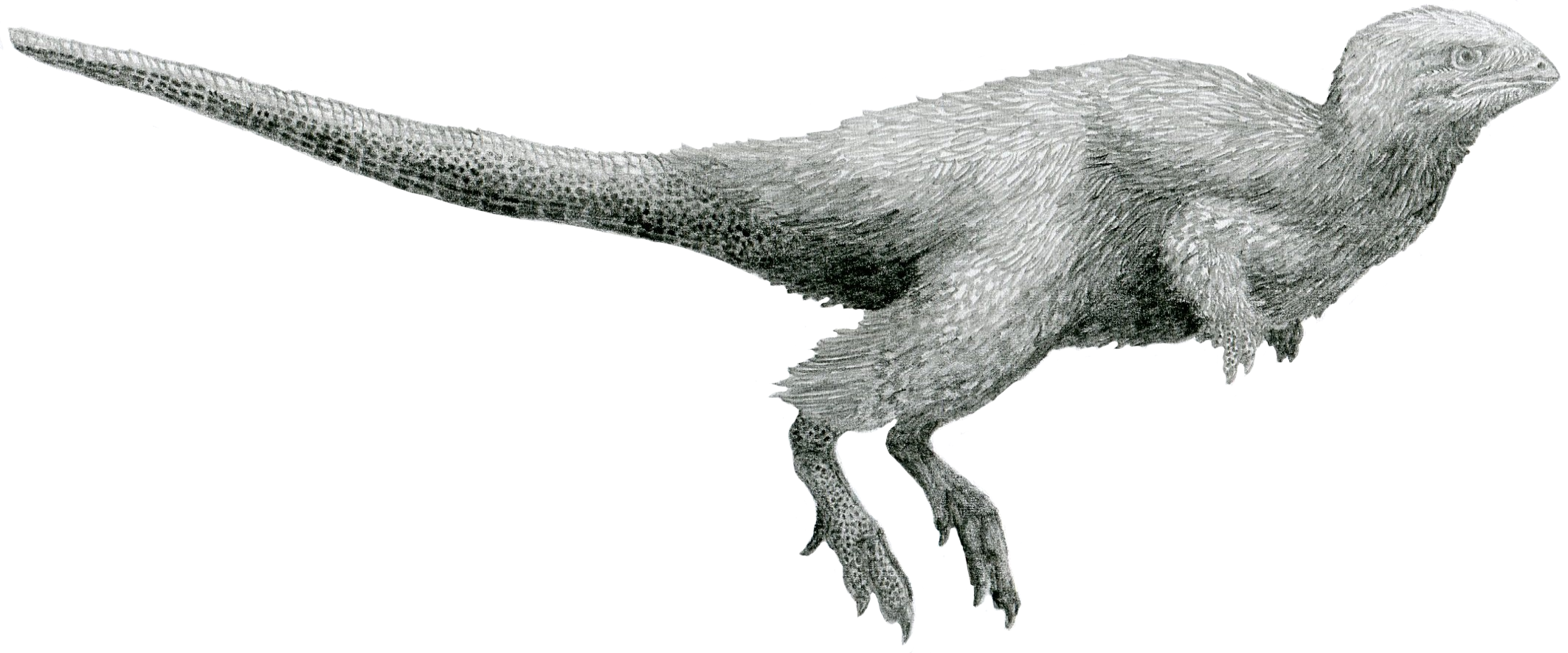
Кулиндадромеус

Юрский период ознаменовал заселение территорий, на которых сейчас располагается Россия, динозаврами. Из них примечательны кемеровские, тувинские и забайкальские ящеры. Например, шарыповский стегозавр, килеск, кулиндадромеус. Очень известен своими находками Берёзовский карьер, недалеко от города Шарыпово. В нём содержатся ископаемые остатки рыб, амфибий, терапсид, травоядных и хищных динозавров, рептилий и млекопитающих. Не менее известна падь Кулинда, которая дала свету орнитопода кулиндадромеуса, покрытого перьями и чешуёй. Большая часть территории России в юрском периоде была покрыта водой. Море покрывало весь Урал, оставив на поверхности горные острова, и основную часть Дальнего Востока.
В меловой период Азия начинала приобретать целостность. На поверхность выходили цепочки островов и наталкивались на континенты, образуя тем самым горы. Растительный мир обеднел, но животный мир стал пополняться. После потепления азиатского климата, на юге Сибири появлялись всё новые и новые виды амфибий, птиц, рыб, рептилий и млекопитающих. Среди динозавров были очень распространены пситтакозавр, троодон, тарбозавр и велоцираптор. Мел-палеогеновое вымирание вызвало резкое понижение количества живых существ на Земле. Температура повысилась, Америка была атакована астероидом, а в Азии происходили вулканические извержения.

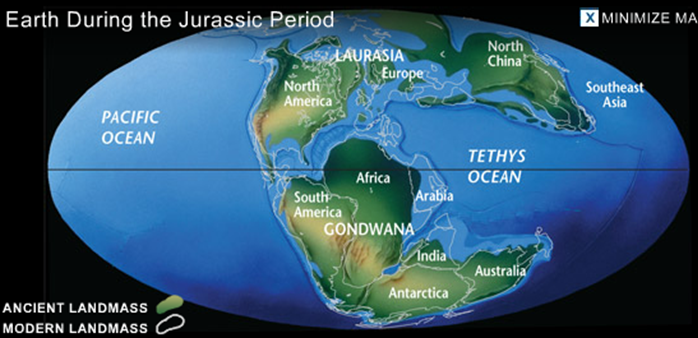
Земля в юрском периоде

## Китай
Несмотря на засушливый триасовый климат на всей Земле, основная часть Китая находилась под водой. Острова, бурно покрытые растительностью, располагались в умеренном поясе, а частью и севернее. Несколько раньше, в докембрии, Китай состоял из множества частей-платформ, разбросанных по миру. В начале палеозойской эры две основные платформы, Сино-Корейская и Янцзы, объединились. В результате этого вырос хребет Циньлин. В морской фауне преобладали двустворчатые, а на суше – рептилии. Динозавры только-только заселяли материк. Известны следы неопределённого теропода и орнитопода Shenmuichnus из провинции Шаньси.
В юре Китай вышел на поверхность. Двигавшиеся на север острова наталкивались на южную кромку материка и превращались в горные хребты – Тянь-Шань, Куньлунь, Памир. Сам Китай окончательно закончил объединение с Россией. Южный Китай (Сычуань, Юньнань) оказался недалеко от экватора. В южнокитайских джунглях буйствовала жизнь. Там водилось множество динозавров, в том числе синозавр, юннанозавр, люфенгозавр и шидаизавр. Среди растений встречались неокаламиты и хвойные.
В начале мела уровень моря понизился, а Китай «отъехал» на юг. Растительность и живность начала распространяться в провинции Ляонин. Осадочные отложения тех времён и ископаемые остатки живших в то время существ сложили известную сегодня формацию Исянь. Из отложений этой формации до нас дошли замечательные экземпляры множества млекопитающих (в т. ч. крупнейшее меловое млекопитающие — репеномам), рыб и огромное количество останков птерозавров и динозавров (ляонингоптерус, фейлонг, бейпяоптерус; ютиранн, микрораптор, синорнитозавр, пситтакозавр, бейпяозавр, конфуциусорнис). Динозавровым останкам досталась мировая слава, так как формация прекрасно сохранила перьевые и кожные покровы ящеров. 

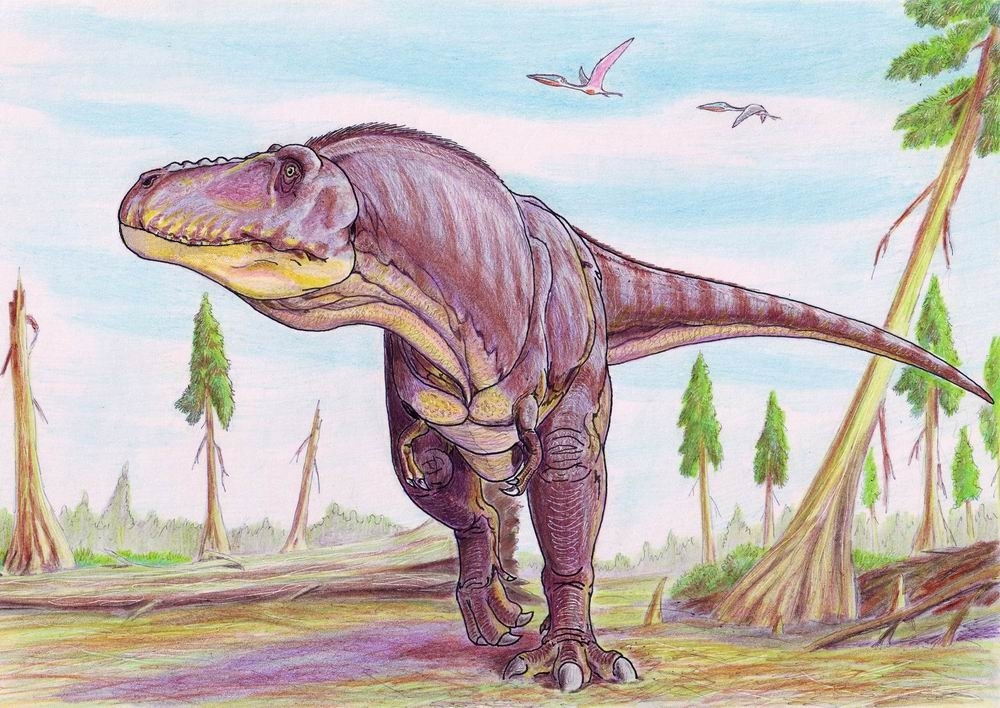
Тарбозавр

До конца мела Китай продолжал выходить из воды, а живые существа продолжали осваивать новые земли. Климат стал разнообразным. Кое-где стали появляться пустыни, а где-то продолжали существовать леса. За счёт парникового эффекта, вызванного отражением солнечного тепла от водной поверхности, температура на планете повысилась, и в тропических широтах, недалеко от экватора, местность становилась пустынной, тогда как сам экватор был зелёным. Китай лежал в умеренных широтах, поэтому пустыни там мало распространялись. К концу мела на территории современной республики расселялось множество животных. Динозавры продвигались в эволюции всё дальше и дальше, оставив после мел-палеогенового вымирания бесценные ископаемые остатки. Самым «населённым» регионом была южная Монголия, теперешняя пустыня Гоби. Но в то время там были все пригодные для развития жизни условия. Самые известные азиатские формации из позднего мела находятся именно в Монголии, в частности в аймаке Умнеговь. Среди них Баруун-Гоёот (Барун Гойот), Нэмэгэту (Немегт), Джадохта и Баян Мандаху. Самые известные динозавры Монголии и Китая, жившие в конце мела: тарбозавр, алиорам, велоцираптор, занабазар, махакала, протоцератопс, теризинозавр, тархия, жученгцератопс, шантунгозавр, цинтаозавр, луанчуанраптор.

## Индия

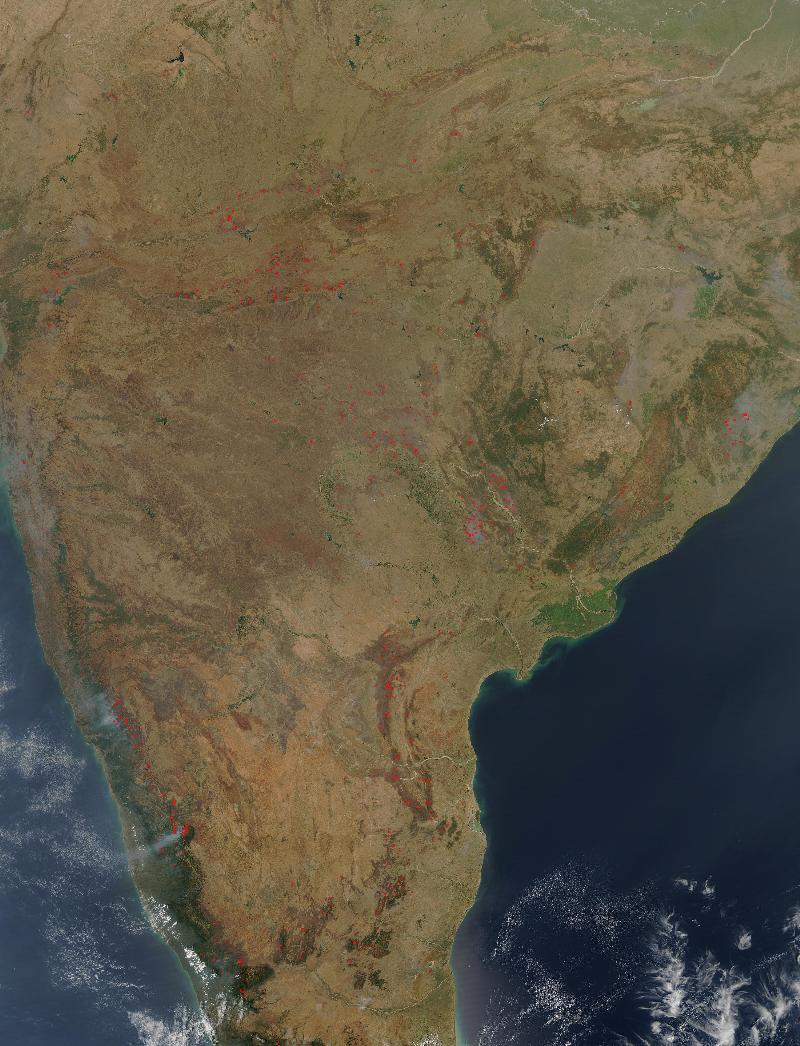
Плато Декан со спутника

В триасовом периоде Индийский субконтинент находился в Южном полушарии. Он не был отдельным островом, а входил в состав южной части раскалывавшейся в то время Пангеи – Гондваны. Из известных триасовых индийских окаменелостей подавляющее большинство занимают головоногие (~150 находок из ~250 известных). Наземных животных было сравнительно немного; динозавры там обитали, но в малых количествах. Самый известный индийский триасовый динозавр – алуокерия.
В юрском периоде, после раскола Гондваны на Африку с Южной Америкой и Индостан с Австралией и Антарктикой, Индийский субконтинент начал понемногу отрываться от Южной Гондваны и двигаться на север. Во время раскола в него входили не только Индия, но и Пакистан и Мадагаскар, поэтому позднее, в меловом периоде, фауна этих стран была схожей. В индийскую флору юрского периода входили преимущественно саговники, хвойные, гинкго и папоротниковые. В морях выросла популяция двустворчатых, но и головоногих моллюсков было немало. Динозавров найдено немного; большинство из них не имеют чёткой классификации. Можно выделить зауроподоморфа ламплугзауру и тероподов граллатора и эубронтеса (два ихнорода).
В раннем меловом периоде Индия окончательно оторвалась от Гондваны и направилась к Китаю. Из раннемеловых отложений известно мало окаменелостей. 20% от общего числа известных местонахождений включают в себя двустворчатых и треть – головоногих моллюсков. Половина содержит растения, 6% - динозавры (неизвестные зауроподы и орнитоподы).
90 млн. л. н. Индия уже находилась полностью в океане Тетис, который был предком современного Индийского океана. Уровень моря в то время был высок, и северная часть субконтинента была покрыта морем. Мадагаскар отделился от Индии и стал островом. На нём жизнь стала развиваться самостоятельно, в результате чего там сегодня обитают множество эндемиков. В Индии сохранились обитавшие ещё в юре абелизавриды. Они фактически «завоевали» остров, размножаясь на нём и распространяясь на новые земли. В Пакистане есть 21 местонахождение позднемеловых останков. 10 из них содержат кости динозавров – витакридринда, белуджизавр и пакизавр. В Индии местонахождений 123, из которых динозавровыми являются 88. Индия была заселена множеством древних ящеров – от мелких ноазавра и компсозуха до таких гигантов мезозоя, как брухаткайозавр. Помимо динозавров, субконтинент был богат змеями, черепахами и крокодилами. Но вулканические извержения в плато Декан привели к катастрофе. Лава, излитая из Деканских траппов, покрыла площадь около полутора миллиона километров, что равно половине территории Индии. Среди учёных существует мнение, что высокая вулканическая активность связана с падением астероида недалеко от западного берега Индии, оставившего после себя кратер Шива 500 км в диаметре. На данный момент между учёными идёт дискуссия о признании ударного происхождения кратера. 

## Индокитай
Триасовый Индокитай состоял из множества мелких островов, ограничивающих Тетис с северного края. Острова были заняты либо степями, либо горными хребтами, поэтому растительности там не хватало. Основную массу животных составляли распространённые двустворчатые и головоногие моллюски. Сухопутных животных почти не было; в основном это были рептилии, в т. ч. ранние зауроподоморфы.
В юре острова юго-востока Азии начали собираться в единый архипелаг. Стал формироваться сам полуостров. Количество живых существ значительно уменьшилось, но в Таиланде водились гигантские динозавры-зауроподы. Вьетнам был погружён в воду и сохранил окаменелости морской среды.
Меловая жизнь сохранилась в Юго-Восточной Азии только в начале мелового периода. В раннем мелу на полуострове кипела жизнь в самых разнообразных формах. Были в Индокитае и крокодилы, и черепахи, и рыбы. Из древних ящеров попадались зауроподы, гадрозавры и спинозавриды. К концу мела жизнь на Юго-Востоке угасла. До нас дошли лишь два экземпляра мозазавра глобиденса с острова Тимор в Малайском архипелаге.

## Аравия
Ближний Восток делился на две основные части – Аравию и Иран. Аравия (современный Аравийский п-ов) не была островом, а являлась непосредственной частью Африки и Гондваны. Иран вмещал в себя помимо Ирана собственно, также Малую Азию и Кавказ и был островом на западной окраине Тетиса. Иранской растительности до нас дошло немного, так как основная часть острова была погружена в море. Аравия по большей части была на поверхности, но всё же сохранила окаменелости нотозавров, ихтиозавров, гибодусов и плакодонтов.
В юрском периода вода залила южный берег Аравии. Африканский материк двинулся на север, и Аравийская платформа оказалась на экваторе, но жизнь бурлила не на суше, а в море. Иран, наоборот, местами покрылся зеленью. Морская же зона была завоёвана моллюсками.
Меловой Иран был раздроблен на мельчайшие острова. Они располагались у южного побережья Китая, а некоторые уже сформировали там горы. Основные хребты Ближнего Востока (Тавр в Турции и Загрос в Иране) были сформированы именно в меловом периоде. Ныне в Иране находят множество раннемеловых кораллов и головоногих, а в Турции – фораминифер и радиолярий. Из Аравии известно только одна раннемеловая формация, содержащая ископаемые остатки растений.
В позднем мелу Аравия погружалась в воду и населялась моллюсками, кораллами и хищными ящерами, а на поверхности обитали первые и последние аравийские титанозавры и абелизавры. Иран и Турция ушли в воду, оставив на поверхности только непригодные для жизни горы.
Сборка Азии продолжалась и в кайнозойской эре. В конце палеогена Индия столкнулась с Китаем и образовала цепь Гималайских гор. В плиоцене Аравия примкнула к Ирану и Азии, а на западном краю образовалась рифтовая долина, заполнившаяся водой и образовавшая Красное море. В олигоцене уровень моря опустился и оставил на поверхности Уральский регион. Так появился Евразийский материк.